# Turania russulalis
Turania russulalis is een vlinder uit de familie van de grasmotten (Crambidae), uit de onderfamilie van de Odontiinae. De wetenschappelijke naam van deze soort is voor het eerst voorgesteld als Hypotia russulalis door Hugo Theodor Christoph in een publicatie uit 1877.
De soort komt voor in Noord-Iran en Irak.